# Сесілія Морель
Марія Сесілія Морель Монтес (нар. 14 січня 1954) — дружина президента Чилі Себастьяна Піньєри і перша леді Чилі; вона також є директором Соціокультурного простору Президентства за часів президентства свого чоловіка (2010—2014).

## Сімейне життя
Сесілія — четверте із семи дітей, народжених Едуардо Морелем Шаньйо та Поліною Монтес Брюне, сестрою Уго Монтеса Брюне. Вона відвідувала початкову школу в коледжі Жанни д'Арк в Сантьяго-де-Чилі, тій самій школі, де навчалися її мати та бабуся (Консуело Брюне Бунстер).
У віці 18 років у 1972 році вона почала зустрічатися з Себастьяном Піньєрою, який був її сусідом на проспекті Амеріко Веспусіо, у східному секторі Сантьяго. Вони побралися 1973 року, і пара переїхала до США в грудні 1974 року, де він вивчав економіку.
У подружжя було четверо дітей:
- Магдалина (1975 р. н.), учителька історії та географії;
- Сесілія (1978 р. н.), педіатр;
- Себастьян (1982 р. н.), менеджер з бізнесу
- Крістобаль (нар. 1984), психолог.[1]

## Поглиблене навчання та соціальна робота
У 1972 році вона почала вчитися на медсестру в католицькому університеті Чилі, але призупинила навчання, коли разом із чоловіком переїхала за кордон. Марія відновила навчання, коли подружжя повернулося до Чилі, яке вона продовжувала до народження другої дочки Сесілії. До закінчення школи їй не вистачило одного семестру.
Потім Марія вступила до Інституту професіоналів Карлоса Касануева, який закінчила як радник з питань сім'ї та молоді. Вона також здобула ступінь з питань сімейних та людських відносин від Університетського мера.
У 1989 р. Разом із професіоналами Інституту Карлоса Касануева (Енріке Куето) вона заснувала те, що згодом перетворилося на «La Casa de la Juventud», із завданням навчати молодих людей з Кончалі за допомогою майстер-класів щодо зростання та розвитку особистості. Пізніше з цього проекту було створено Фонд «Жінки приступають». 

## Перша леді
Як перша леді Сесілія Морель була призначена головою ряду чилійських організацій.
- Мережа дошкільної освіти Фонду Integra
- PRODEMU, Фонд сприяння розвитку жінок
- Молодіжні та дитячі оркестри
- Інтерактивний музей Mirador
- Ремесла Чилі
- Фонд сім'ї.

Марія супроводжувала Президента з державним візитом до Іспанії в березні 2011 року. Президент отримав Нашийний Орден Ізабелли Католицької, а його дружина — дамський Великий Хреста.
У листопаді 2011 року вона привітала Феліпе, принца Астурійського та принцесу Іспанії Летіцію на відкритті виставки робіт іспанського фотографа Чеми Мадоз у Сантьяго.

## Аварія на видобутку копіапо
Після аварії на видобутку копіапо в 2010 році Піньєра та Морель дали прес-конференцію перед початком рятувальної операції 12 жовтня 2010 року. Вони весь час були разом на місці порятунку чилійських шахтарів, які опинились у глибокому підземеллі.
Коли першого шахтаря Флоренсіо Авалоса вдалося врятувати, семирічний син шахтаря розплакався, як і перша леді.

## Відзнаки

### Іноземні відзнаки
- Норвегія:
  -  Великий хрест Королівського норвезького ордена «За заслуги» (27 березня 2019 р.)[4]
- Іспанія:
  -  Дамський Великий Хрест Ордена Ізабелли Католицької (4 березня 2011 р.)[5]